# 尝试派
中国历史上最早的白话诗歌是胡适1917年在《新青年》发表的《白话诗八首》，1918年刘半农、沈尹默也开始在《新青年》上发表白话诗，中国的现代白话文诗歌从此诞生。
1920年，胡适的个人诗歌专集《尝试集》出版，受到读者的欢迎，这是历史上首次出现的现代诗歌个人专集，因此有更多的诗人开始效仿胡适的白话诗体写作，形成了中国的文学史上的第一个流派“尝试派”。该诗歌流派的成熟标志是胡适《尝试集》的出版，所以一般被称为中国现代诗歌的尝试派。

## 相关连接
- 胡适的《尝试集》
- 中国诗歌库
- 中国现代诗歌史 （页面存档备份，存于）